# Azna (Verwaltungsbezirk)
Azna (persisch شهرستان ازنا) ist ein Schahrestan in der Provinz Luristan im Iran. Er enthält die Stadt Azna, welche die Hauptstadt des Verwaltungsbezirks ist.

## Kreise
- Zentral (بخش مرکزی)
- Japloq (بخش جاپلق)

## Demografie
Bei der Volkszählung 2016 betrug die Einwohnerzahl des Schahrestan 74.936. Die Alphabetisierung lag bei 82 Prozent der Bevölkerung. Knapp 66 Prozent der Bevölkerung lebten in urbanen Regionen.
| Zensusjahr | Einwohnerzahl |
| ---------- | ------------- |
| 2011       | 71.586        |
| 2016       | 74.936        |